# Murrawarri
Murrawarri (anglicky Murrawarri Republic) je jednostranně vyhlášená, ale neuznaná republika, nacházející se v Austrálii na území spolkových států Queensland a Nový Jižní Wales.

## Historie
Před objevením Austrálie Evropany bylo území obýváno Murrawarry, kteří prohlašují, že o ni nikdy nepřišli a britská královna, jako formální hlava Austrálie, nemá na území nárok. Podle jejich výkladu takový nárok mohl vzniknout pouze vyhranou válkou, podpisem smlouvy nebo obsazením území, o které nikdo nejeví zájem.
V roce 1992 rozhodl australský Nejvyšší soud o tom, že Austrálie nebyla v době příjezdu britských kolonizátorů terra nullius (zemí nikoho).
V roce 2012 zaslali Murrawarrové oficiálně své požadavky britské královně Alžbětě II. Ta do požadovaného jednoho měsíce neodpověděla a Muruwarové prohlásili své právo na sebeurčení za potvrzené. V březnu 2013 vydali Deklaraci pokračování nezávislosti a označili více než 200 let britské a australské nadvlády za okupaci. Australská vláda na toto provolání nereagovala. Téhož roku byla složena jedenáctičlenná provizorní vláda a vznešen požadavek na odchod australských policistů a učitelů.
Murrawarrská deklarace inspirovala několik dalších domorodých kmenů, v následujících letech vyhlásily nezávislost například kmeny Euahlayi, Wiradjuri nebo Yidindji.

## Ekonomika
Příjmy republiky by měly plynout z exportu klokaního masa, zahraniční pomoci od USA nebo zřízení daňového ráje.

## Obyvatelstvo
Na území žije asi 1 500 obyvatel, většina z nich ale nejsou Austrálci. Většinové bílé obyvatelstvo není představě nezávislého státu Murrawarri příliš nakloněno.